# Helmer Mörner
Helmer Fredrik Gustafsson Mörner (Göteborg, 8 de maig de 1895 – Uppsala, 5 de gener de 1962), també conegut com a Graf Helmer Morner, va ser un oficial de l'exèrcit i genet suec que va guanyar dues medalles d'or als Jocs Olímpics.
El 1914 Mörner es va allistar al Regiment d'Artilleria Wendish o A3 de Kristianstad, en el qual va servir fins a 1947, quan passà a exercir de professor a la Universitat d'Uppsala. Va morir sense descendència.
El 1920 va prendre part en els Jocs Olímpics d'Anvers, on va guanyar la medalla d'or en el concurs complet individual i per equips del programa d'hípica, amb el cavall Germania. En un primer moment el cavall que havia d'emprar era un altre, però una lesió a la cama obligà a un canvi de darrera hora. El cavall Germania fou rebatejat com a Geria durant els Jocs per no ferir susceptibilitats amb el nom després de la fi de la Primera Guerra Mundial.